# 水上彰太
水上 彰太（みずかみ しょうた、1993年2月15日 - ）は、日本のラグビーユニオン選手。

## プロフィール
- 長崎県出身。
- ポジションはフランカー(FL)。
- 身長 183cm、体重 84kg
- ニックネームはみず。
- U20日本代表に選ばれたことがある[1]。

## 略歴
2011年、東福岡高校卒業後、筑波大学に入学する。なお東福岡高校時代、高校日本代表候補に選ばれたことがある。また東福岡高校時代の同級生に北川賢吾、中島進護、西内勇人、布巻峻介、松波昭哉らがいる。
2014年、筑波大学ラグビー部のFWリーダーに就任した。
2015年、筑波大学卒業後、パナソニック ワイルドナイツに加入。同年11月29日に行われたジャパンラグビートップリーグ第3節のリコーブラックラムズ戦にて途中出場で公式戦初出場を果たす。
2017年、パナソニック ワイルドナイツを退団した。